# Inelul cu cap de cal
Inelul cu cap de cal este o carte ilustrată pentru copii, scrisă de Ioanida Costache și Petra Gelbart, cu ilustrații de Anca Smărăndache, publicată în 2021. Este prima carte ilustrată despre istoria romilor pentru copii apărută în România.

## Rezumat
Cartea prezintă istoria romilor din secolul al XII-lea până în prezent, prin intermediul celor doi copii protagoniști, Renata și Ștefan, care descoperă printre lucrurile mamei lor un inel cu cap de cal în relief. Sunt descrise aspecte culturale și istorice privind etnia romă, pornind de la elemente tradiționale, portul și meșteșugurile romilor, până la momente istorice care au marcat evoluția societății rome, precum al doilea război mondial, perioada comunistă, sclavia romilor, istoria modernă a romilor.
Cartea cuprinde descrierea detaliată a portului tradițional romani și a principalelor datini și tradiții ale romilor. O secțiune este dedicată personalităților de etnie romă: boxerul Johann „Rukeli” Trollmann, Esma Redžepova, Grigoraș Dinicu, Ján Cibula (doctor în medicină și activist pentru drepturile omului, care a contribuit la înființarea Uniunii Internaționale a Romilor), Django Reinhardt, Bronislawa „Păpușa” Wajs, Charlie Chaplin, Juscelino Kubitschek, Ian Hancock, Eric Cantona, Andrea Pirlo, Tony Gatlif, Viktória Mohácsi, Ceija Stojka.
Două instituții reprezentative pentru cultura romilor care apar în carte sunt: Teatrul Romen din Moscova, cel mai vechi teatru rom din lume, înființat în 1931, și Muzeul din Brno, muzeu al culturii rome fondat de romii cehi în 1991.

## Publicare
Inelul cu cap de cal a fost publicată în 2021, la Editura Seneca din București, în colaborare cu Asociația Cu Alte Cuvinte. Este a treia carte publicată în cadrul proiectului „Noii povestitori”, care pune accentul pe personajele de etnie romă.